# Physatocheila costata
Physatocheila costata är en insektsart som först beskrevs av Fabricius 1794.  Physatocheila costata ingår i släktet Physatocheila och familjen nätskinnbaggar. Arten är reproducerande i Sverige. Inga underarter finns listade i Catalogue of Life.